# Label (명령어)

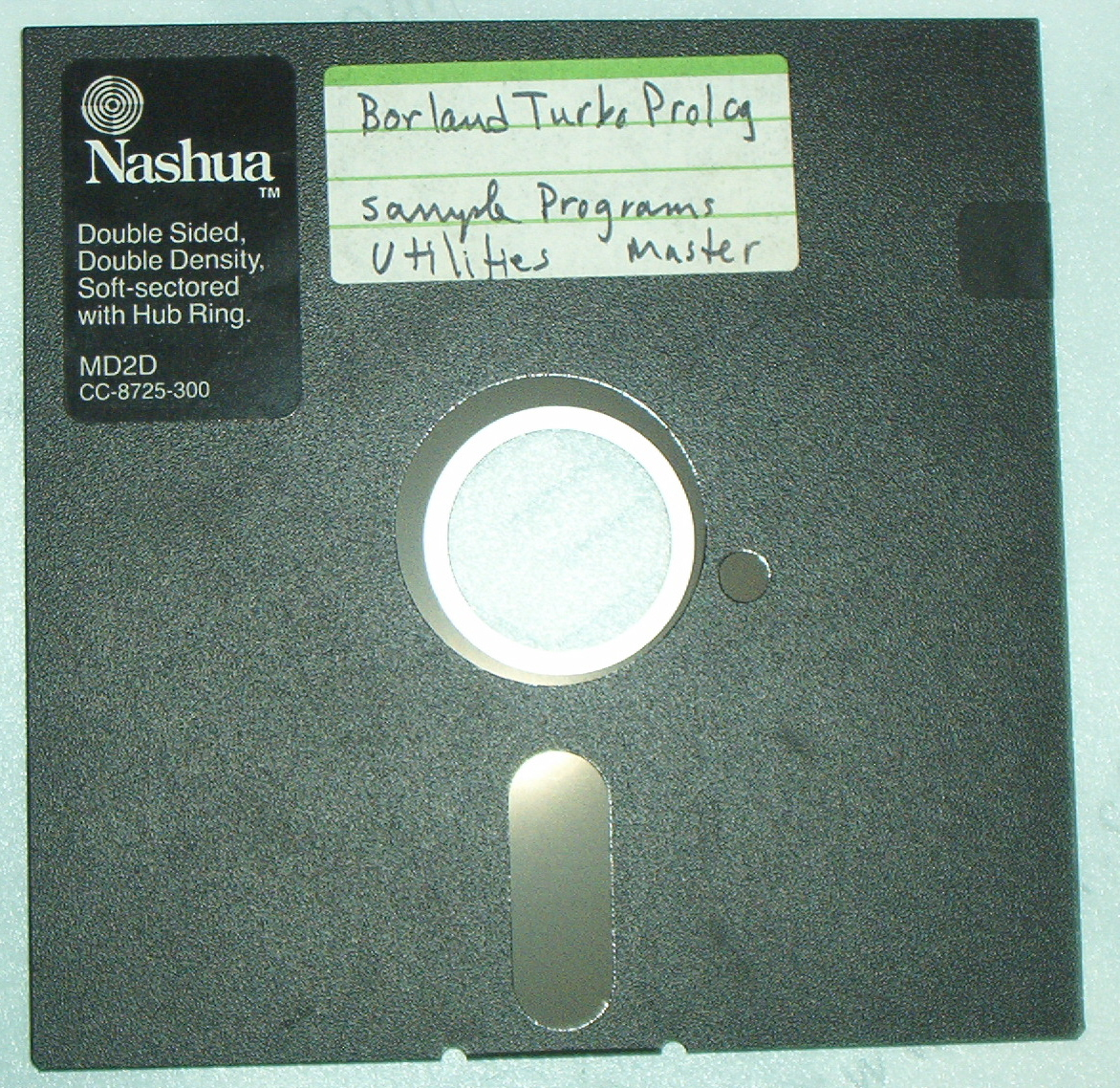
5 1/4인치 플로피 디스크 위에 손으로 쓴 레이블이 보인다

label은 컴퓨팅에서 일부 운영 체제(예: 도스, IBM, OS/2, 마이크로소프트 윈도우, ReactOS)에 포함된 명령어이다. 하드 디스크 파티션 또는 플로피 디스크 등 논리 드라이브의 볼륨 레이블을 만들고 변경하고 삭제하기 위해 사용된다. 매개변수를 지정하지 않으면 label은 현재의 볼륨 레이블을 변경하거나 기존 레이블을 삭제한다.

## 문법
```
LABEL [드라이브:][레이블]
LABEL [/MP] [볼륨] [레이블]
```

## 명령어 예시
label 명령어에 아무 매개변수도 지정하지 않았을 때:
```
C:\Users\root>
label

C: 드라이브의 볼륨에 레이블이 없습니다.

볼륨 일련 번호는 AAAA-BBBB입니다.

볼륨 레이블을 입력하십시오(32자 이내, 입력하지 않으려면 <ENTER>
 키를 누르십시오).

```

label 명령어를 통해 D 드라이브의 레이블을 Backup으로 변경할 때:
```
C:\Users\root>
label D: Backup

```

## 지원하는 파일 시스템
- FAT12
- FAT16
- FAT32
- exFAT
- NTFS

## 같이 보기
- 도스 명령어 목록